# Joseph L. Green
Joseph Lee Green (nacido en 1931) es un escritor estadounidense de ciencia ficción y un firmante de la carta por la Science Fiction Writers of America. Es un autor prolífico de historias cortas más conocido por su novela El Hombre de Oro. Su trabajo ha sido traducido al alemán, italiano, español, francés, polaco y flamenco(holandés)

## Biografía
Nacido en 1931 recibió su BA en la Universidad de Alabama trabajo como obrero de molino, peón de construcción y fue supervisor en Boeing. Su principal empleo fue en el programa espacial americano en el que trabajó durante 37 años, reirado de la NASA como Deputy Chief of the Education Office en el Kennedy Space Center. Su especialidad era la preparación de las hojas informativas sobre la NASA, folletos y otras publicaciones para el público general, donde conceptos científicos y de ingeniería complejos debían ser explicados en lenguaje llano.

### Ficción

#### Novelas
- The Loafers of Refuge (1965)
- Gold the Man (también conocida como The Mind Behind the Eye, 1971)
- Conscience Interplanetary (1972)
- The Horde (1976)
- Star Probe (1976)

#### Colección de novelas cortas
- An Affair with Genius, Londres: Victor Gollancz Ltd. 1969
  - Contains: "Jinn", "The Decision Makers", "Once Around Arcturus", "The Engineer", "Single Combat", "Life-force", "An Affair with Genius", "Tunnel of Love" y "Dance of the Cats."

#### Ficción Corta
- "The Engineer", New Worlds SF, febrero de 1962.
- "Once Around Arcturus", Worlds of If, septiembre de 1962.
- "Initiation Rites", New Worlds SF, abril de 1962.
- "The Colonist", New Worlds SF, agosto de 1962.
- "Life-Force", New Worlds SF, noviembre de 1962.
- "Transmitter Problem", New Worlds SF, diciembre de 1962.
- "The Fourth Generation", Science Fiction Adventures, Vol. 5, No. 30, 1962.
- "The-Old-Man-in-the-Mountain", New Worlds SF, junio de 1963.
- "The Fight on Hurricane Island", Argosy (Edición británica), junio de 1963
- "Refuge", New Worlds SF, julio de 1963.
- "Single Combat", New Worlds SF, julio–agosto de 1964.
- "Haggard Honeymoon", (con James Webbert), New Writings in SF 1, Dobson Books, Londres 1964.
- "The Creators", New Writings in SF 2, Dobson Books, Londres, 1964.
- "The Decision Makers", Galaxy, abril de 1965.
- "Whaler's Wife", Inklings, Spring, 1965 (Chipola Jr. College, Marianna, Fla.)
- "Tunnel of Love", New Worlds SF, Vol. 48, No. 146.
- "Dance of the Cats", New Worlds SF, Vol. 49, No. 157.
- "Treasure Hunt", New Writings in SF 5, Londres: Dobson Books, 1965.
- "Birth of a Butterfly", New Writings in SF 10, Londres: Dobson Books, 1967.
- "Death of a Young Musician", Mike Shayne Mystery Magazine, agosto de 1967.
- "Jinn", Galaxy, diciembre de 1968.
- "When I Have Passed Away", New Writings in SF 15, Londres: Dobson Books, 1969.
- "An Affair With Genius", Fantasy & Science Fiction, marzo de 1969.
- "The Shamblers of Misery", Fantasy & Science Fiction, agosto de 1969.
- "Death and the Sensperience Poet", New Writings in SF 17, Londres: Dobson Books, 1970
- "Wrong Attitude", Analog, febrero de 1971.
- "The Crier of Crystal", Analog, octubre de 1971.
- "The Butterflies of Beauty", Fantasy & Science Fiction, junio de 1971.
- "First Light on a Darkling Plain", New Writings in SF 19, Londres: Dobson Books, 1971
- "One Man Game", Analog, febrero de 1972.
- "The Seventh Floor", Eternity Magazine No. 1, julio de 1972.
- "Three-Tour Man", Analog, agosto de 1972.
- "The Dwarfs of Zwergwelt", Worlds of If, junio de 1972.
- "Robustus Revisited", Fantasy & Science Fiction, abril de 1972.
- "A Custom of the Children of Life", Fantasy & Science Fiction, diciembre de 1972.
- "Let My People Go", The Other Side of Tomorrow, New York: Random House, 1973.
- "The Birdlover", Showcase, Harper & Row, New York, 1973.
- "Space To Move", The New Mind, Macmillan, New York, 1973
- "The Waiting World", Future Kin, New York: Doubleday & Co., 1974.
- "A Star is Born", Fantasy and Science Fiction, febrero de 1974.
- "Jaybird's Song", Fantasy & Science Fiction, diciembre de 1974.
- "Walk Barefoot on the Glass", Analog, marzo de 1974.
- "A Death in Coventry", Dystopian Visions, Englewood Cliffs, NJ: Prentice-Hall, 1975.
- "Encounter With a Carnivore", Epoch, New York: Berkely Publishing, 1975
- "Last of the Chauvinists", Fantasy and Science Fiction, noviembre de 1975.
- "Weekend in Hartford", Dude, septiembre de 1975.
- "Jeremiah, Born Dying", Odyssey Vol. 1 No. 1, primavera de 1976.
- "To See the Stars that Blind", (con Patrice Milton) Fantasy & Science Fiction, marzo de 1977.
- "An Alien Conception", Nugget, junio de 1977.
- "The Wind Among the Mindymuns", (con Patrice Milton) Fantasy & Science Fiction, diciembre de 1978.
- "The Speckled Gantry", (con Patrice Milton) Destinies, Ace Books, 1979.
- "Gentle Into That Good Night", Analog, julio de 1981.
- "Still Fall The Gentle Rains", Rigel, otoño de 1981.
- "EasyEd", (con Patrice Milton) Fantasy & Science Fiction, mayo de 1982.
- "And Be Lost Like Me", Analog, junio de 1983.
- "At The Court of the Chrysoprase King", Rigel, primavera de 1983.
- "Raccoon Reaction", Analog, septiembre de 1983.
- "The Ruby Wand of Asrazel", World of Ithkar series, Berkeley Books, 1985.
- "With Conscience of the New", (con Patrice Milton) Analog, febrero de 1989.

+ "Plague Ship", Aberrant Dreams, otoño de 2006.
+ "Turtle Love", Welcome To The Greenhouse, antología original, febrero de 2011.
- "Talus Slope", Perihelion Science Fiction, febrero de 2013.
- "Curfew Tolls the Parting Day", (con Shelby Vick) Perihelion Science Fiction, mayo de 2013.
- "Mortality, Eternity". Perihelion Science Fiction, enero de 2014.
- "Their Trailing Skies For Vestment", (con Shelby Vick) Perihelion Science Fiction, abril de 2014.

+ "A Killing In Kind", "FictionVale", tercer ensayo, alrededor de junio de 2014.
- "Stolen Dreams", (con R-M Lillian) Perihelion Science Fiction, mayo de 2015.
- "Play Sweetly, In Harmony", The Last Dangerous Visions (aun sin publicar).

### Artículos
- "Countdown for Surveyor", Analog, marzo de 1967.
- "The Bugs that Live at -423°", Analog, enero de 1968.
- "Manufacturing in Space", Analog, diciembre de 1970.
- "Skylab", Analog, marzo/abril 1972.
- "Kennedy Space Center Will Give You A Lift", Odyssey, enero/febrero de 1979.
- "The E-Zines: Destiny or Disaster", SFWA Bulletin, primavera de 2002.
- "Our Five Days With John W. Campbell" SFWA Bulletin, otoño de 2006.
- "Three Days With Leigh Brackett & Edmond Hamilton", New York Review Of SF, noviembre de 2009.